# Початково (Ростиловский сельсовет)
Початково — деревня в Грязовецком районе Вологодской области.
Входит в состав Ростиловского муниципального образования, с точки зрения административно-территориального деления — в Ростиловский сельсовет.
Расстояние по автодороге до районного центра Грязовца — 24,7 км, до центра муниципального образования Ростилово — 17,7 км. Ближайшие населённые пункты — Шабаново, Поповкино, Свининино.
По переписи 2002 года население — 2 человека.